# ヒップ・エクステンション
ヒップ・エクステンション(hip extension)は、ウエイトトレーニングの種目の一つ。大臀筋の筋力を高め、筋肥大を促す。ハムストリングスにも負荷がかかる。

## 具体的動作

### スタンディング・ケーブル・ヒップ・エクステンション
1. ロープーリーの前に立ち、トレーニングする方の足首にストラップを装着する。両手でバーを握って前傾し、脚がケーブルに引っ張られた姿勢をとる。
2. 息を吐きながら脚を後方に引いていく。
3. 脚を十分に後方に引いたら、ゆっくりと息を吸いながら脚を元に戻し、大臀筋とハムストリングスをストレッチさせる。
4. 2~3を繰り返す。